# Буинка
Буинка — деревня в Ирбейском районе Красноярского края в составе Успенского сельсовета.

## География
Находится в примерно в 37 километрах на юг от районного центра села Ирбейское.

## Климат
Климат резко континентальный, с продолжительной морозной зимой и коротким тёплым летом. Средняя температура воздуха самого тёплого месяца (июля) составляет 18,3°C (абсолютный максимум — 38°C); самого холодного (января) — −21,1°C (абсолютный минимум — −60°C). Продолжительность безморозного периода составляет в среднем 90 дней. Среднегодовое количество атмосферных осадков составляет 484 мм, из которых 367 мм выпадает в период с апреля по октябрь. Снежный покров держится в течение 170 дней.

## История
Основана в 1908 году Дмитрием Дворком. Вариант названия Бунинская. В 1926 году учтено 368 жителей, преимущественно чувашей.  

## Население
Постоянное население  составило 91 человек в 2002 году (87% русских) ,  в 2010 году 52 человека.